# Erythronium propullans
Erythronium propullans là một loài thực vật có hoa trong họ Liliaceae. Loài này được A.Gray miêu tả khoa học đầu tiên năm 1871.